# هايميتو فون دوديرير
هايميتو فون دوديرير (بالألمانية: Heimito von Doderer). هو كاتب نمساوي ألماني. ولد عام 1896 في فيينا، ومات عام 1966 في المدينة نفسها. اشترك دوديرير في الحرب العالمية الأولى وأُسر من قبل القوات الروسية. انهى دوديرير دراسته للتاريخ عام 1925، وفي عام 1938 مزق أوراقه الحزبية الخاصة بالحزب النازي. وفي عام 1940 تحول إلى الكاثوليكية. واشترك في الحرب العالمية الثانية في سلاح الطيران. وبعد الحرب عمل كاتباً حراً، وحصل على العديد من الجوائز.

## أعماله
- النوافذ المضاءة أو تحول رئيس الموظفين يوليوس تسيهال إلى إنسان «Die erleuchteten Fenster oder Die Menschwerdung des Amtsrates Julius Zhhal» (رواية 1950).
- معبر شترودهوف أو ملتسر وعمق السنوات «Die strudhofstiege oder melzer und die tiefe dern jahre» (رواية 1956).
- الجان. طبقاً لتاريخ كتبه رئيس قلم جايرنهوف «die dämonen. Nach einer chronik des Sektioonsrates Geyrenhoff» (رواية 1956).

## روابط خارجية
- هايميتو فون دوديرير على موقع IMDb (الإنجليزية)
- هايميتو فون دوديرير على موقع الموسوعة البريطانية (الإنجليزية)
- هايميتو فون دوديرير على موقع مونزينجر (الألمانية)
- هايميتو فون دوديرير على موقع ميوزك برينز (الإنجليزية)
- هايميتو فون دوديرير على موقع ديسكوغز (الإنجليزية)